# アルテミア
アルテミア (Artemia) は、節足動物 甲殻亜門 鰓脚綱 サルソストラカ亜綱 無甲目 ホウネンエビモドキ科 の属名。1科1属であり、所属する9種の総称ともなっている。
小型の甲殻類で世界各地の塩水湖に生息し、代表種は Artemia salina である。1億年前から変化していない生きている化石とされる。種によってはブラインシュリンプ (brine shrimp) とも呼ばれ、長期間乾燥に耐える休眠卵の採取を目的に採取・養殖され、市販されている。

## 特徴
日本の水田に生息するホウネンエビによく似た姿をしている。ヨーロッパ、北アメリカなどの内陸塩水湖（有名なところではボンネビル・ソルトフラッツなど）に多く生息する。日本でも塩田に発生した例があるが、持ち込まれたものと思われる。
体は細長く、弱々しい。全体に白っぽく透明感がある。頭部からは、左右に一対の複眼が突き出している。第一触角は糸状に突き出す。第二触角はメスでは小さく、オスではメスを把握するために発達する。その形はクワガタムシの大顎を胸の上に折り畳んだようなものである。頭の幅より広く左右後方に突き出し、それから胸の方に曲がっている。
頭に続く体は、細長く、多数の鰓脚がつく胸部と、鰓脚のない腹部に分かれる。胸部は十以上の体節からなり、各節に一対の鰓脚があるが、前のものが一番長く、後方ほど短くなる。メスは鰓脚の最後の部分に卵の入る保育嚢（ほいくのう）を持つ。腹部は細長く、最後に一対の尾叉がある。
常に鰓脚を動かし、水中を泳いで生活している。基本的な姿勢は腹面を上に向けたものであるが、ホウネンエビのように常にその姿勢を保つのではなく、比較的自由に水中を縦横に移動し、姿勢も縦横にゆっくりと変える。

## 養殖
植物プランクトン（プラシノ藻綱）のテトラセルミス (Tetraselmis)  やパン酵母などを餌として養殖し、2週間ほどで体長約1cmになる。魚の生餌などに使用される。

## 種の分類
種の分類=Species 
- Artemia franciscana
- Artemia monica
- Artemia persimilis
- Artemia salina
- Artemia sinica
- Artemia tibetiana
- Artemia urmiana
- Partenogenetic population (s)

## 生活史

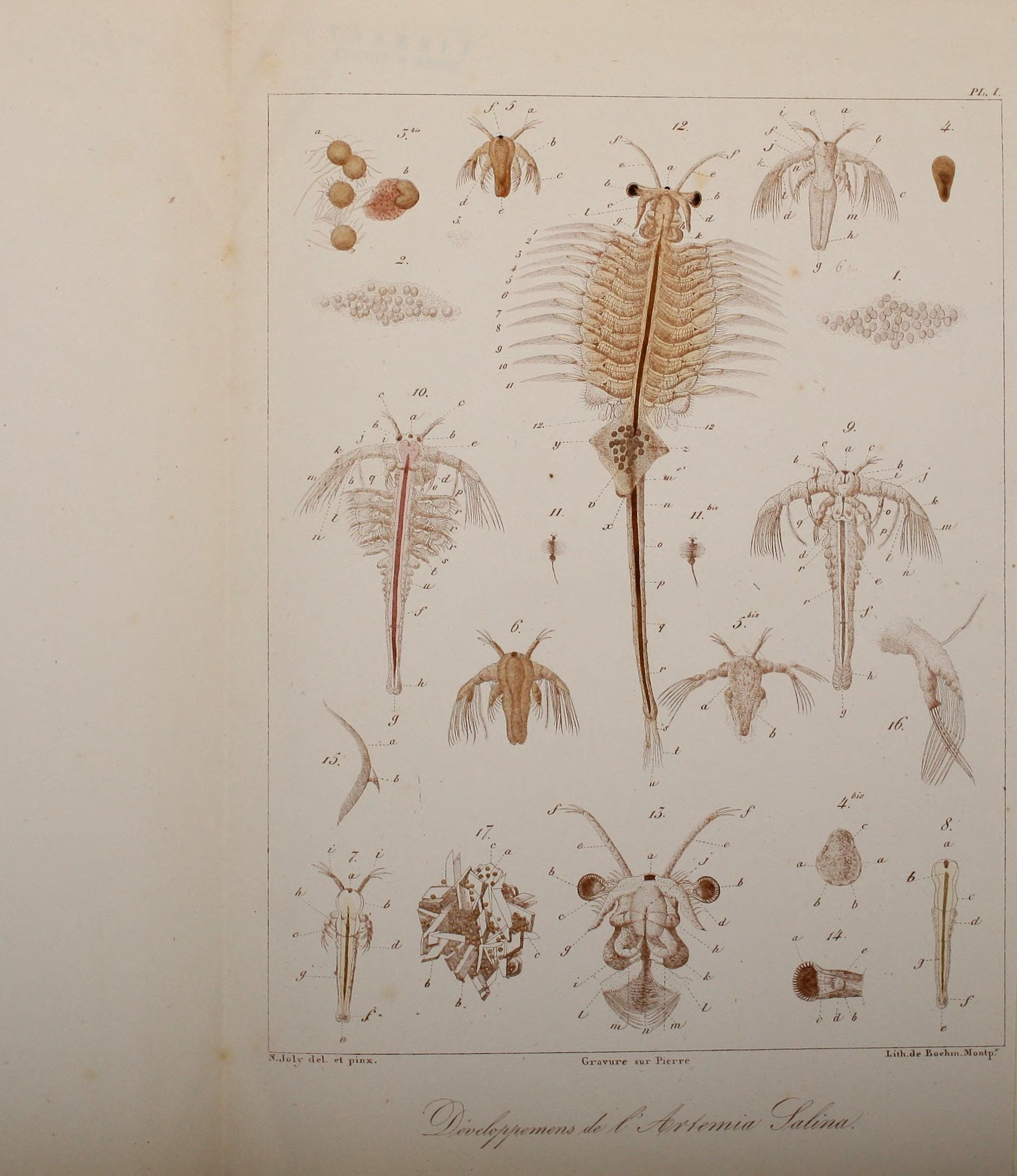
生活史の各段階を示す図版

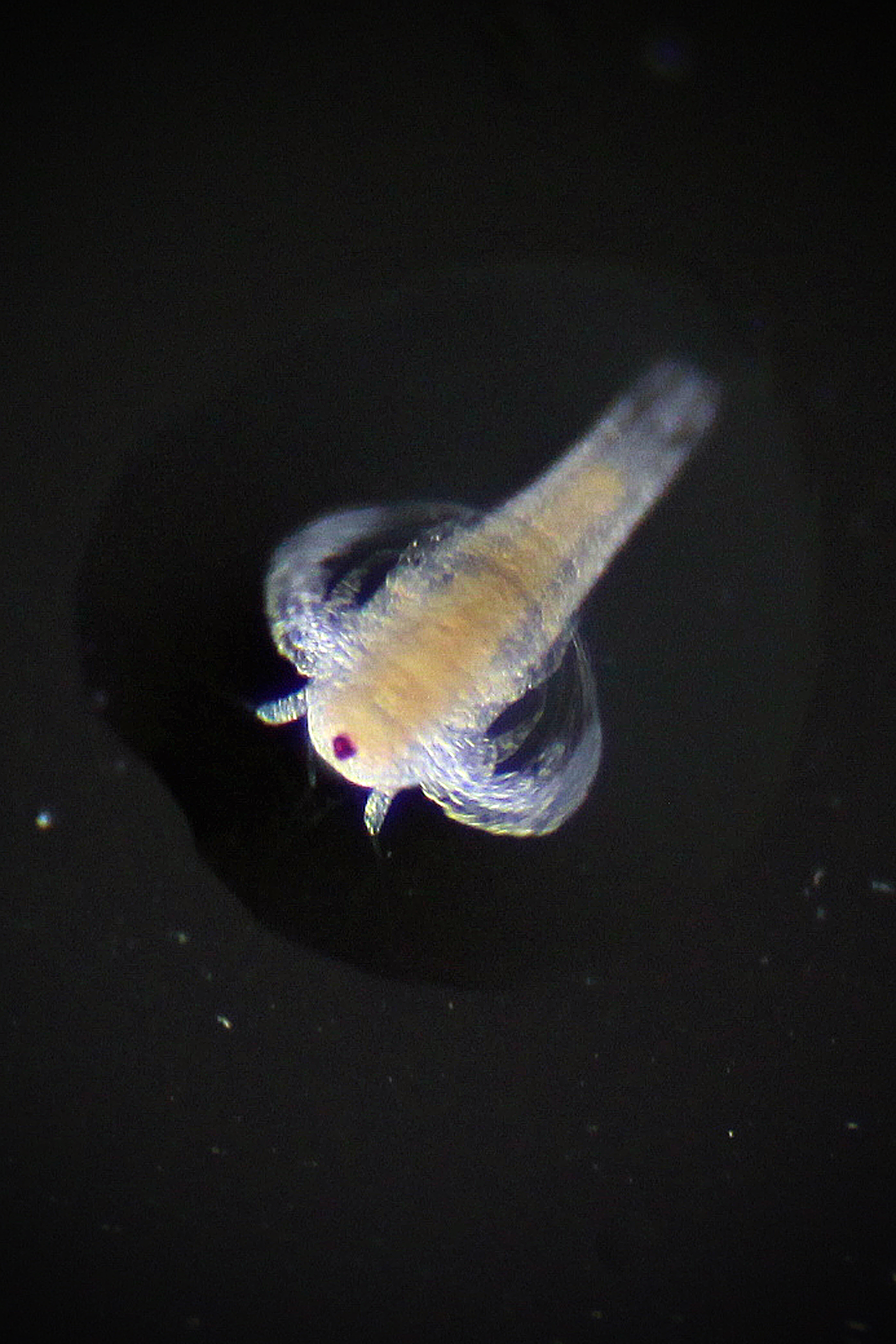
ノープリウス幼生

孵化直後のノープリウス幼生は、二対の触角と一対の大顎をもち、1個のノープリウス眼（単眼）がある。体は前が幅広い三角っぽい形で、体長は約1mm足らず、全身が朱色っぽい赤である。約12時間で卵黄を消費し尽くし、最初の脱皮を行う。植物プランクトンを触角で捕食し、脱皮ごとに体長が伸びて胸部の鰓脚を増やして行き、それに連れて第二触角は小さくなる。15回ほどで成体となる。
繁殖時、オスはメスを追尾し、頭部の把握器でメスの体を後ろ下側から把握し、しばらくつながったままで泳いでいる。種によっては単為生殖も行う。受精後のメスは200個から300個の卵を卵嚢として抱え、環境が良ければそのまま孵化する卵胎生生殖を1週間程度の間隔で2か月以上続ける。
乾期などで環境が悪化するとメスは、乾燥に耐え長期にわたって休眠することができる耐久卵（シスト）を産む。耐久卵は塩分濃度の高い水面に浮いたり、乾燥した湖底で時には数年間環境の回復を待ち、孵化する。この現象には、クマムシやネムリユスリカなどのクリプトビオシスと同様に、二糖類のトレハロースを含有することが深く関与している。

## 人間との関わり

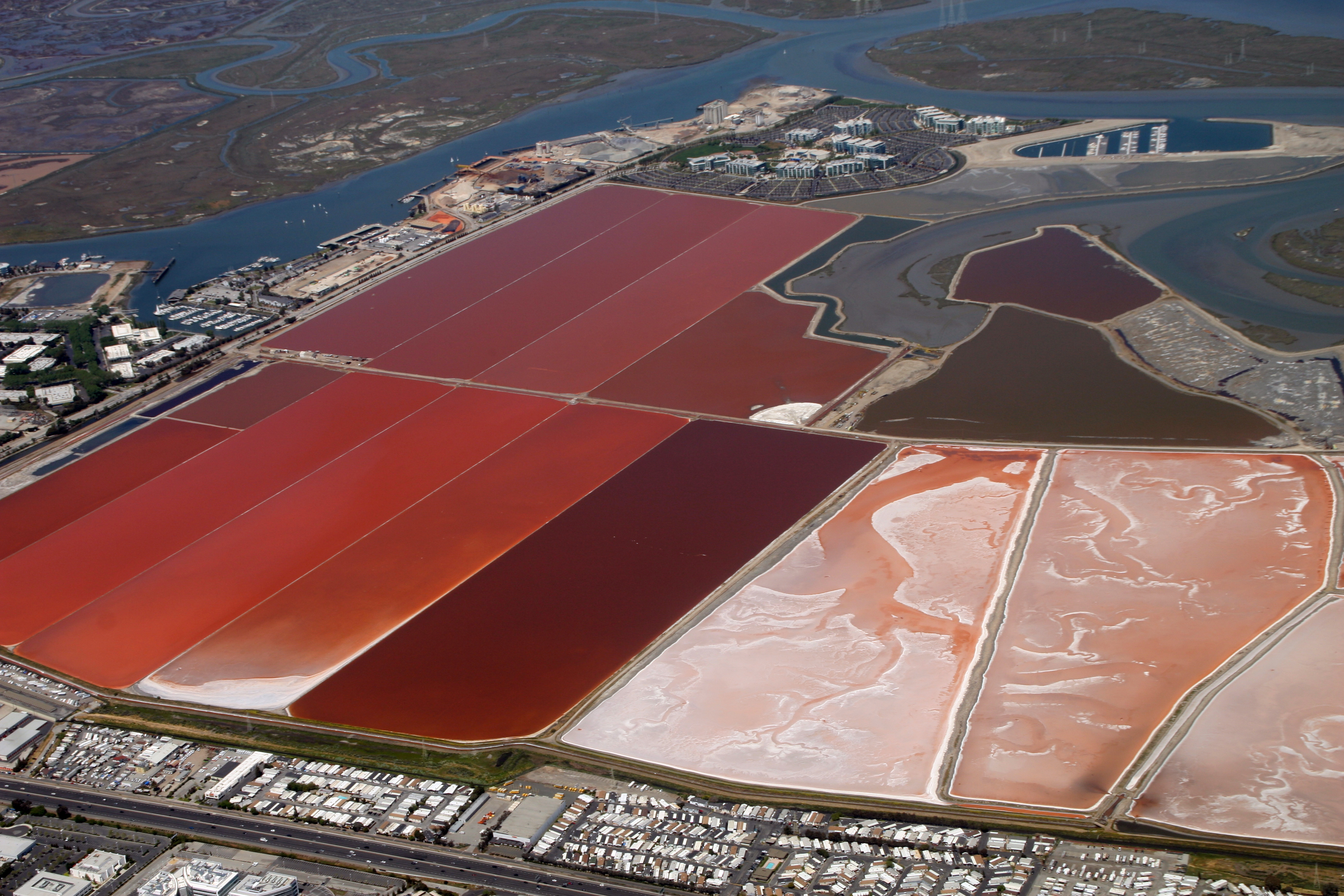
サンフランシスコ湾（Redwood city）の養殖池

### ブラインシュリンプ
アルテミアの乾燥耐久卵は保存が利き、塩水に戻すと1日程度で孵化するため、必要に応じて動物性プランクトンを入手できる。このため、観賞魚の飼育・繁殖用として、主にアメリカユタ州のグレートソルト湖とサンフランシスコ湾産の Artemia franciscana が用いられてきた。近年はエビなどの養殖用として安価な中国、ロシア、カザフスタン産も利用されている。
熱帯魚や海水魚の繁殖では、後期仔魚や稚魚の飼料に苦労することが多い。ごく小さな顆粒で、魚が喜んで食べるものを、継続して大量に見つけるのは、小規模事業者や個人愛好家には難しい。このため、微小な生き餌が必要なタツノオトシゴ、クラゲ、イソギンチャクの飼育にも用いられる。なお、もっと小さい餌が必要な場合には、海水魚用にはシオミズツボワムシが用いられる。
このほか水生環境急性有害性試験の試験生物として用いられ、製品安全データシート (MSDS) や化学物質評価研究機構 (CERI) などのデータの基となっている。STS-47などのスペースシャトルに積み込まれ、宇宙放射線影響実験にも使われた。
日本はアメリカ、中国、タイなどから輸入している。2010年の財務省貿易統計によると通関量は45.2トンで、アメリカ産が3分の2を占めている。

### シーモンキー
飼いやすさとその姿のおもしろさに着目して、愛玩用・観賞用に改良された品種がシーモンキー（Sea Monkey、商標）の名で販売されている。
アメリカの通販業者ブラウンハット (en:Harold von Braunhut) によって1957年にインスタントライフ、1962年にシーモンキーと名付けて売り出された。品種改良した New York Ocean Science Laboratories にちなんで Artemia NYOS と名付けられた交配種または品種で、現在シーモンキーとはこれだけを指すとされている。1962年の特許では A. salina などのブラインシュリンプの卵などと記述されている。
日本でも昭和40年代にテンヨーが通信販売商品として、1987年にツクダオリジナルが、ツクダの倒産後は2019年にハピネットが、それぞれ発売した。小さなプラスチック水槽に2種類の乾燥粉末と餌のセットで、テンヨー版の外箱にはアルテミアの胴体に人の顔と手足が付いたイラストが描かれていた。不思議な水生生物で、猿に似た動物だ、というので、子供の関心を引いたものである。アメリカではより非人間的な、しかし人類っぽいイラストが使われた。
説明書には、1時間で生まれる「インスタント・ライフ」とあり、1剤粉末（培養液）を水に溶かし、その24時間後に2剤粉末（卵）を溶かすと、1時間ほどで卵から孵化すると解説されている。実際は1剤に卵が含まれていて、孵化する頃に入れる2剤の青い染料で幼生を見えやすくする簡単なトリックだが、特許を取得していて、現在も踏襲されている。

### おばけえびなど
Artemia NYOS（シーモンキー）ほどは丈夫ではないが、A. salina や A. franciscana なども比較的飼育が容易であるため、科学教材として用いられることがある。「おばけえび」、「エビゾーくん」、「生きた化石 ジュラ伝説」、「ゴーストシュリンプ」といった商品名で市販されている。